# بوب فيش
بوب فيش (بالإنجليزية: Bob Fish)‏ هو مالك فريق ناسكار ‏ أمريكي، ولد في 1948.